# عبد الله فرج مسعود
عبد الله فرج مسعود ، من مواليد 20 أكتوبر 1964 م ، وهو لاعب كرة قدم سعودي معتزل، شارك مع منتخب بلاده في دورة الألعاب الصيفية الأولمبية بمدينة لوس أنجلوس.

## روابط خارجية
- عبد الله فرج مسعود على موقع أوليمبيديا (الإنجليزية)